# Autoridade de Telecomunicações do Paquistão
A Autoridade de Telecomunicações do Paquistão (PTA) é a entidade reguladora de telecomunicações do Paquistão, responsável pelo estabelecimento, operação e manutenção de sistemas de telecomunicações e pela prestação de serviços de telecomunicações no Paquistão. Com sede em Islamabad, a PTA também possui escritórios regionais localizados em Karachi, Lahore, Peshawar, Quetta, Muzaffarabad, Rawalpindi, Multan e Gilgit.